# Африканска партия за независимост на Гвинея и Кабо Верде
Африканската партия за независимост на Гвинея и Кабо Верде (АПНГК), (на португалски: Partido Africano da Independência da Guiné e Cabo Verde, PAIGC) е политическа партия от Гвинея-Бисау, управлявала страната от 1974 до края на 1990-те, и отново от 2004 до 2005 г. Към 2009 г. има най-много места в народното събрание на страната.
АПНГК е създадена през 1956 година като революционна организация, целяща подобряването на икономическите и социални условия в Португалска Гвинея и Кабо Верде, но 5 години по-късно започва партизанска война. Партията получава подкрепа от Куба, СССР и Китай под формата на оръжия, медикаменти, военна подготовка и логистична подкрепа. В хода на партизанската война срещу португалските колониални власти, популярността на АПНГК се увеличава значително заради подкрепата, която тя оказва на населението. След 13 години борба, през 1974 официално е призната независимостта на Гвинея-Бисау, а през 1975 – и на Кабо Верде.
След независимостта си партията се стреми да сформира съюзна държава, но тези усилия са прекратени през 1980, когато на власт в Гвинея-Бисау идва Жоао Бернардо Виейра. Вследствие на това в Кабо Верде се образува ново крило на партията. След кратка 4-годишна военна диктатура, Виейра възстановява гражданското управление, но се запазва еднопартийният модел. През 1991 година, с разпада на Съветския съюз и социализма в Източна Европа, Гвинея-Бисау преминава към многопартийна система, но популярността на АПНГК продължава да е висока.